# Борушківці
Бору́шківці — село в Україні, у Любарській селищній територіальній громаді Житомирського району Житомирської області. Кількість населення становить 631 особу (2001). У 1923—54 роках — адміністративний центр однойменної сільської ради.

## Географія
Село розташоване на річці Деревичка, за 105 км від міста Звягель.

## Населення
В другій половині 19 століття в селі налічувалося 184 мешканці, в кінці 19 століття — 509 мешканців та 97 дворів.
У 1885 році кількість мешканців становила 449, дворів — 57.
Відповідно до результатів перепису населення Російської імперії 1897 року, загальна кількість мешканців села становила 671 особу, з них: православних — 648, чоловіків — 333, жінок — 338.
У 1906 році в поселенні налічувалося 729 жителів, дворів — 114, у 1911 році проживало 695 осіб, у 1923 році — 175 дворів та 786 мешканців.
Відповідно до перепису населення СРСР 17 грудня 1926 року, чисельність населення становила 841 особу, з них 386 чоловіків та 455 жінок; етнічний склад: українців — 802, росіян — 1, поляків — 33, чехів — 5. Кількість домогосподарств — 206, з них, неселянського типу — 3.
Відповідно до результатів перепису населення СРСР, кількість населення, станом на 12 січня 1989 року, становила 675 осіб. Станом на 5 грудня 2001 року, відповідно до перепису населення України, кількість мешканців села становила 631 особу.

### Мова
Розподіл населення за рідною мовою за даними перепису 2001 року:
| Мова       | Кількість | Відсоток |
| ---------- | --------- | -------- |
| українська | 623       | 98.73%   |
| російська  | 7         | 1.11%    |
| білоруська | 1         | 0.16%    |
| Усього     | 631       | 100%     |

## Історія
Поселення засноване у 1526 році. У літописах 1257 року згадується, що після знищення Болохова, його мешканці поселилися у лісах й жили приховано. Це поселення залишилося на картах під назвою Борушківці, за 7 км від сучасного Любара, колишнього Болохова.
Село засноване нащадком луцького боярина Якова Садовського, якому князь К. Острозький надав Борухів у 1533 році. Його нащадки стали йменуватися Боруховськими. Один з представників  цього роду — Олеша Боруховський  був на службі у Остапа Дашкевича, за що  у 1570—1575 рр. одержав від нього  землі, на  яких засновано села Волиця, Новоселиця, Борухівці. Останнє в процесі усного мовлення видозмінилося у Борушківці. У 1580 році належало до полонської власності князів Острозьких, спустошене татарами.
Згадується в акті від 7 грудня 1601 року, як село Борисківці Луцького повіту, що належало князеві Янушеві Острозькому та, між іншими поселеннями, було сплюндроване татарами. В акті від 15 травня 1619 року отаман Тишко з Борушкович, що належали дружині волинського воєводи, князя Острозького, Анні зі Штемберку, свідчив про плюндрування татарами її полонської та остропільської власностей. В результаті татарського набігу село було знищене. Згодом перейшло до Валєвських, від них — до кременецького писаря Свєнтославського, котрий купив у Валевської Деревичі, Борушківці, Купчинці та Бружинці. Одна з його доньок вийшла за сина барського конфедерата Казимира Пуласького.
14 червня 1792 року, в ході російсько-польської війни відбулася битва біля села Борушківці. За іншими даними, битва відбулася 15 червня 1792 року.
В другій половині 19 століття — село Деревицької волості Новоград-Волинського повіту, на річці Деревичка, за 95 верст від Житомира та 80 верст від Новограда-Волинського, за 20 верст від найближчої залізничної станції (Полонне), 15 верст від найближчої поштової станції в Любарі. Дерев'яну, покриту бляхою, церкву Архістратига Михаїла збудовано 1859 року на кошти парафіян, реконструйовано в 1877 та 1881 роках. Землі при церкві — 47 десятин. До парафії належало с. Глезне (5 верст). Сусідні парафії: Деревичі (2 версти), Котелянка (8 верст) та Стара Чортория (9 верст). У 1872 році відкрито сільську школу. Власницької землі було 591 десятина, двірської — 843 десятини, власність Пулавських. Тут загинув Могорт, герой поеми В. Поля.
У 1885 році — колишнє державне село Деревицької волості Новоград-Волинського повіту Волинської губернії, була церковна парафія.
В кінці 19 століття — село Деревицької волості Новоград-Волинського повіту Волинської губернії, на річці Деревичка, за 2 версти від центру волості, с. Деревичі. Перебувало у володінні Гадомського, котрий набув 831 десятину як придане за Амелією Пулавською.
У 1906 році — село Деревицької волості (5-го стану) Новоград-Волинського повіту Волинської губернії. Відстань до повітового центру, м. Новоград-Волинський, становила 76 верст, до волосного центру, с. Деревичі — 3 версти. Найближче поштово-телеграфне відділення розташовувалося в Любарі.
У 1911 році, відповідно до перепису, в селі було 2 крамниці, водяний млин на 18 тисяч пудів річного перемолу.
У березні 1921 року, в складі волості, включене до новоствореного Полонського повіту Волинської губернії. У 1923 році увійшло до складу новоствореної Борушківської сільської ради, котра, від 7 березня 1923 року, включена до складу новоутвореного Полонського району Шепетівської округи, адміністративний центр ради. Розміщувалося за 20 верст від районного центру, містечка Полонне. 21 серпня 1924 року, відповідно до постанови ВУЦВК «Про зміни в адміністративно-територіальному поділі Волині», село, в складі сільської ради, передане до Любарського району Житомирської округи. 17 червня 1925 року Любарський район включено до складу Бердичівської округи. Відстань від населеного пункту до районного центру, смт Любар, становила 10 верст, окружного центру, м. Бердичів — 80 верст, до найближчої залізничної станції (Печанівка) — 20 верст.
11 серпня 1954 року, відповідно до указу Президії Верховної ради УРСР «Про укрупнення сільських рад по Житомирській області», Борушківську сільську раду ліквідовано, с. Борушківці включене до складу Великодеревичівської сільської ради Любарського району Житомирської області. 30 грудня 1962 року, в складі сільської ради, включене до Дзержинського району, 4 січня 1965 року повернуте до складу відновленого Любарського району. 10 травня 1972 року, відповідно до рішення Житомирського облвиконкому № 194 «Про ліквідацію, утворення окремих сільрад та зміни в адміністративному підпорядкуванні деяких населених пунктів Любарського і Малинського районів», підпорядковане Старочорторийській сільській раді Любарського району Житомирської області.
1 червня 2020 року включене до складу новоствореної Любарської селищної територіальної громади Любарського району Житомирської області. Від 19 липня 2020 року, разом з громадою, в складі новоствореного Житомирського району Житомирської області.

## Відомі люди
- Казімеж Фердинанд Пуласький (1846—1926) — польський історик і генеалог.